# 9000 Hal
9000 Hal este o planetă minoră (asteroid), cu un diametru de 3,615 km, din centura de asteroizi. A fost descoperită pe 3 mai 1981 la Stația Anderson Mesa de Edward L. G. Bowell și a fost numită după HAL 9000. 
Obiectul prezintă o orbită caracterizată de o semiaxă mare de 2,2302389 UAi, o excentricitate de 0,21, o înclinație de 6,26167 ° în raport cu ecliptica.